# Muijselwijck
De Muijselwijck was tijdens het ancien régime een heerlijkheid gelegen in het zuiden van Hombeek bij Mechelen.

## Ligging
De Muijselwijck was een kleine heerlijkheid in het zuiden van Hombeek. De heerlijkheid lag in het westen van de heerlijkheid Neerhombeek en lang op de grens met Ophombeek. Neerhombeek was het oostelijke deel van de parochie Hombeek dat tijdens het ancien régime tot de Heerlijkheid Mechelen behoorde; het westelijk Ophombeek behoorde tot Brabant. De Muijselwijck is te situeren in de omgeving van de Tantelaarstraat, Kattestraat en een stuk van de hoofdbaan Laar-Hombeek.
Een klein deeltje van de heerlijkheid lag op grondgebied van de parochie Zemst. Dit slaat dan vooral op enkele boerderijen aan de rand van Zemst-Laar en Hombeek.

## Heren

### 16e eeuw
In de eerste helft van de 16e eeuw waren de gebroeders Henri Zwane en Jean Zwane heren van Muijselwijck. De meier van de heerlijkheid was Roland Van der Meerstraten. Zijn zegel uit 1530 is nog bewaard in het stadsarchief van Mechelen.
In 1559 was Urbain van den Eijnde tenancier (leenheer) van de heerlijkheid Muijselwijck, die deel uitmaakte van "Petit Brabant".

### 17e en 18e eeuw
Anthoine van der Hofstadt (†29 augustus 1670), echtgenoot van Anne Laurain, was heer van de Muijselwijck vanaf de beginjaren van de 17e eeuw en tevens amman van Mechelen. Maria Van der Hofstadt, dochter van dit koppel, zou deze heerlijkheid later overerven.
Ridder Pierre Cuypers (†26 mei 1669), raadslid in de Grote Raad van Mechelen, was gehuwd met Maria Van der Hofstadt, erfvrouwe van Muijselwijck. Na haar overlijden zou de familie Cuypers (zonen van Pierre) eigenaar worden van de heerlijkheid. Dit zien we onder andere als onderschrift bij een wapenschild van de familie. Daar staat vermeld:
"Comte de Cuypers seigneur de Rijmenam, d'Opstalle, de Muijselwijck, et de Zoetinghen."
De tweede zoon van Pierre, namelijk Daniel François Cuypers (°22 nov 1653 - †4 maart 1725), erfde deze vier heerlijkheden op 15-jarige leeftijd van zijn vader. Deze man werd later doctor in het burgerlijk en kanonniek recht en vervolgens stadsgriffier van Mechelen.
Daniel François overleed op 71-jarige leeftijd en de heerlijkheden gingen over naar zijn enige zoon: Jean François Daniel Joseph Cuypers (°5 juni 1698). Jean François Daniel Joseph was licentiaat in zowel het burgerlijk als kanoniek recht en hij werd in 1749 vermeld als stadhouder van de leengoederen van het hof van Mechelen. Hij werd in 1762 graaf en was heer van Rijmenam, Opstalle, Muijselwijck, Zoetinghen en Delbroeck. Hij huwde eerst met Clara Joanna Gielis Hujoël en hertrouwde later met Maria Theresia Van der Meeren. Zijn eerste zoon uit het eerste huwelijk, Wilhelmus Joannes Josephus, graaf de Cuypers, erfde Muijselwijck. 
Wilhelmus Joannes Josephus, graaf de Cuypers, overleed echter zonder te huwen en Muijselwijck werd dan eigendom van zijn broer: Franciscus Cornelius Ghislenus, graaf de Cuypers. De Franse overheersing maakte in de jaren 1790 een einde aan het systeem van heerlijkheden.

## Andere vermeldingen
Er zijn ook nog enkele andere vermeldingen van de heerlijkheid dan louter de vermeldingen van de titulatuur van de heren ervan. Zo woonde de pachter Adrianus Persoons tezamen met zijn vrouw Catharina Caluwaerts in de heerlijkheid. In de Mechelse weeskamer vindt men een stuk grond dat hij bewerkte (in 1641):
(...) een stuck lants metten gronde, ende toebehoorten groot ontrent een dagwant de maeten onbegrepen gelegen op Tautelaer onder de heerlijckheijt van Muijselwijck tusschen de erffven van Guvaert Verborcht ten eendere, den Bosch van Ons L. Vrouwe Gasthuijs alhier binnen Mechelen ten tweedere, ende het goet vande H. Geest van Ste. Peeters ten derdere ende vierden sijden.